# Wicepremierzy Izraela
Wicepremierzy Izraela – lista osób pełniących funkcję wicepremiera rządu Izraela.
| Imię i nazwisko       | Rząd                      | Partia                       | Od                   | Do                | Uwagi/przypisy |
| --------------------- | ------------------------- | ---------------------------- | -------------------- | ----------------- | --- |
| Eli’ezer Kaplan       | III                       | Mapai                        | 25 czerwca 1952      | 13 lipca 1952     | wcześniej w tym rządzie jako minister finansów zmarł w trakcie kadencji                                                                                    |
| Abba Eban             | XI, XII                   | Mapai                        | 26 czerwca 1963      | 12 stycznia 1966  | [ 2 ] [ 3 ] [ a ] |
| Jigal Allon           | XIII                      | Partia Pracy/ Koalicja Pracy | 1 lipca 1968         | 17 marca 1969     | wcześniej minister pracy, przez całą kadencję minister absorpcji imigrantów, od 26 lutego 1969 – po śmierci premiera Eszkola – pełniący obowiązki premiera |
| Jigal Allon           | XIV                       | Koalicja Pracy               | 17 marca 1969        | 15 grudnia 1969   | równocześnie minister absorpcji imigrantów |
| Jigal Allon           | XV, XVI                   | Koalicja Pracy               | 15 grudnia 1969      | 3 czerwca 1974    | równocześnie minister edukacji i kultury |
| Jigal Allon           | XVI                       | Koalicja Pracy               | 3 czerwca 1974       | 20 czerwca 1977   | równocześnie minister spraw zagranicznych |
| Simcha Erlich         | XVIII                     | Likud                        | 20 czerwca 1977      | 5 sierpnia 1981   | do 7 listopada 1979 równocześnie minister finansów |
| Simcha Erlich         | XIX                       | Likud                        | 5 sierpnia 1981      | 19 czerwca 1983   | do równocześnie minister rolnictwa, zmarł podczas kadencji                                                                                                 |
| Jigael Jadin          | XVIII                     | Dasz                         | 24 października 1977 | 5 sierpnia 1981   | [ 9 ] [ a ] |
| Dawid Lewi            | XIX, XX, XXI, XXII, XXIII | Likud                        | 3 listopada 1981     | 11 czerwca 1990   | od 5 sierpnia 1981 minister budownictwa i mieszkalnictwa                                                                                                   |
| Dawid Lewi            | XXIV                      | Likud                        | 11 czerwca 1990      | 13 lipca 1992     | równocześnie minister spraw zagranicznych |
| Dawid Lewi            | XXVII                     | Geszer                       | 18 czerwca 1996      | 6 stycznia 1998   | równocześnie minister spraw zagranicznych |
| Dawid Lewi            | XXVIII                    | Geszer                       | 6 lipca 1999         | 4 sierpnia 2000   | równocześnie minister spraw zagranicznych |
| Icchak Nawon          | XXI, XXII, XXIII          | Koalicja Pracy               | 13 września 1984     | 15 marca 1990     | równocześnie minister edukacji i kultury |
| Mosze Nissim          | XXIV                      | Likud                        | 11 czerwca 1990      | 13 lipca 1992     | równocześnie minister przemysłu i handlu |
| Zewulun Hammer        | XXVII                     | Mafdal                       | 18 czerwca 1996      | 20 stycznia 1998  | równocześnie minister edukacji, kultury i sportu, od 22 sierpnia 1997 również minister spraw religijnych; zmarł podczas kadencji                           |
| Refa’el Etan          | XXVII                     | Comet                        | 18 czerwca 1996      | 6 lipca 1999      | równocześnie minister rolnictwa i minister ochrony środowiska                                                                                              |
| Mosze Kacaw           | XXVII                     | Likud                        | 18 czerwca 1996      | 6 lipca 1999      | równocześnie minister turystyki i minister odpowiedzialny za sektor arabski                                                                                |
| Jicchak Mordechaj     | XXVIII                    | Partia Centrum               | 6 lipca 1999         | 30 maja 2000      | równocześnie minister transportu |
| Binjamin Ben Eli’ezer | XXVIII                    | Partia Pracy                 | 6 lipca 1999         | 7 marca 2001      | równocześnie minister komunikacji, od 11 listopada 2000 również minister budownictwa i mieszkalnictwa                                                      |
| Eli Jiszaj            | XXIX                      | Szas                         | 7 marca 2001         | 25 maja 2002      | równocześnie minister spraw wewnętrznych |
| Eli Jiszaj            | XXIX                      | Szas                         | 3 czerwca 2002       | 28 lutego 2003    | równocześnie minister spraw wewnętrznych |
| Eli Jiszaj            | XXXI                      | Szas                         | 4 maja 2006          | 31 marca 2009     | równocześnie minister przemysłu, handlu i pracy |
| Eli Jiszaj            | XXXII                     | Szas                         | 31 marca 2009        | 18 marca 2013     | równocześnie minister spraw wewnętrznych |
| Szimon Peres          | XXIX                      | Partia Pracy                 | 7 marca 2001         | 2 listopada 2002  | równocześnie minister spraw zagranicznych |
| Szimon Peres          | XXX                       | Partia Pracy                 | 10 stycznia 2005     | 23 listopada 2005 | [ 21 ] [ e ] |
| Szimon Peres          | XXXI                      | Kadima                       | 4 maja 2006          | 13 czerwca 2007   | równocześnie minister rozwoju Negewu i Galilei |
| Natan Szaranski       | XXIX                      | Jisra’el ba-Alijja           | 7 marca 2001         | 28 lutego 2003    | równocześnie minister budownictwa i mieszkalnictwa |
| Silwan Szalom         | XXIX                      | Likud                        | 7 marca 2001         | 28 lutego 2003    | równocześnie minister finansów |
| Silwan Szalom         | XXX                       | Likud                        | 28 lutego 2003       | 15 stycznia 2006  | równocześnie minister spraw zagranicznych |
| Silwan Szalom         | XXXII                     | Likud                        | 31 marca 2009        | 18 marca 2013     | równocześnie minister rozwoju Negewu i Galilei i minister rozwoju regionalnego                                                                             |
| Silwan Szalom         | XXXIV                     | Likud                        | 14 maja 2015         | 27 grudnia 2015   | równocześnie minister spraw wewnętrznych |
| Tommy Lapid           | XXIX                      | Szinui                       | 28 lutego 2003       | 4 grudnia 2004    | równocześnie minister sprawiedliwości |
| Amir Perec            | XXXI                      | Partia Pracy                 | 4 maja 2006          | 18 czerwca 2007   | równocześnie minister obrony |
| Sza’ul Mofaz          | XXXI                      | Kadima                       | 4 maja 2006          | 31 marca 2009     | równocześnie minister transportu i bezpieczeństwa drogowego                                                                                                |
| Sza’ul Mofaz          | XXXII                     | Kadima                       | 9 maja 2012          | 19 lipca 2012     | równocześnie minister bez teki |
| Awigdor Lieberman     | XXXI                      | Nasz Dom Izrael              | 30 października 2006 | 18 stycznia 2008  | równocześnie minister ds. strategicznych |
| Awigdor Lieberman     | XXXII                     | Nasz Dom Izrael              | 31 marca 2009        | 18 grudnia 2012   | równocześnie minister spraw zagranicznych |
| Ehud Barak            | XXXI                      | Partia Pracy                 | 18 czerwca 2007      | 31 marca 2009     | równocześnie minister obrony |
| Ehud Barak            | XXXII                     | Partia Pracy                 | 31 marca 2009        | 18 marca 2013     | równocześnie minister obrony |
| Chajjim Ramon         | XXXI                      | Kadima                       | 4 lipca 2007         | 31 marca 2009     | od 4 maja do 22 sierpnia 2006 minister sprawiedliwości |
| Mosze Ja’alon         | XXXII                     | Likud                        | 31 marca 2009        | 18 marca 2013     | do 6 czerwca 2009 równocześnie minister bez teki, następnie minister ds. strategicznych                                                                    |
| Dan Meridor           | XXXII                     | Likud                        | 31 marca 2009        | 18 marca 2013     | równocześnie minister ds. wywiadu |
| Gideon Sa’ar          | XXXVI                     | Nowa Nadzieja                | 13 czerwca 2021      | 9 lipca 2021      | równocześnie minister sprawiedliwości |
| Beni Ganc             | XXXVI                     | Niebiesko-Biali              | 13 czerwca 2021      | 29 grudnia 2022   | równocześnie minister obrony |
| Jariw Lewin           | XXXVII                    | Likud                        | 29 grudnia 2022      | nadal             | równocześnie minister sprawiedliwości |